# Děkanát Prostějov
Děkanát Prostějov (latinsky: Decanatus Prostannensis) je územní část olomoucké arcidiecéze. Tvoří ho 34 farností.
Děkanem je R. D. Mgr. Jerzy Walczak, farář v prostějovské farnosti Povýšení svatého Kříže. Kaplan pro mládež je P. Pavel Barbořák SDS. Místoděkanem je od července 2019 P. Mgr. Andrzej Kaliciak, SDS, administrátor ve Vřesovicích. V děkanátu působí 6 diecézních a 9 řeholních kněží, spadá sem 34 farností s 93 kostely a kaplemi. Na území děkanátu žije 31 000 lidí katolického vyznání, nedělní účast na bohoslužbách je odhadována na 12,90% 
| Farnost                        | Farní kostel                | Správce                                                    | Web farnosti                                 |
| ------------------------------ | --------------------------- | ---------------------------------------------------------- | -------------------------------------------- |
| Brodek u Prostějova            | Povýšení svatého Kříže      | farář – P. Šíra Pavel, Mgr.                                |                                              |
| Čehovice                       | svatého Prokopa             | administrátor excurrendo – P. Andrzej Kaliciak, Mgr., SDS  |                                              |
| Dobromilice                    | Všech svatých               | administrátor excurrendo – P. Marek František Glac, Mgr.   |                                              |
| Drahany                        | svatého Jana Křtitele       | administrátor excurrendo – P. Šidleja Radomír, Ing. Mgr.   | –                                            |
| Dubany                         | Narození Panny Marie        | administrátor excurrendo – P. Leszek Rackowiak, Mgr., SDS  | –                                            |
| Hruška                         | svatého Jana Nepomuckého    | administrátor excurrendo – P. Ryszard Turko, Mgr.          | –                                            |
| Klenovice na Hané              | svatého Bartoloměje         | administrátor excurrendo – P. Andrzej Kaliciak, Mgr., SDS  | Archivováno 5. 3. 2016 na Wayback Machine.   |
| Kostelec na Hané               | svatého Jakuba Staršího     | farář – P. Šimara Petr, Ing. Mgr.                          |                                              |
| Kralice na Hané                | Nanebevzetí Panny Marie     | administrátor – P. Andrzej Kaliciak, Mgr., SDS             | Archivováno 5. 3. 2016 na Wayback Machine.   |
| Krumsín                        | svatého Bartoloměje         | administrátor excurrendo – P. Leszek Rackowiak, Mgr., SDS  | –                                            |
| Mostkovice                     | Nanebevzetí Panny Marie     | administrátor excurrendo – P. Leszek Rackowiak, Mgr., SDS  |                                              |
| Myslejovice                    | Zvěstování Panny Marie      | administrátor exkurendo - P. Barbořák Pavel, Mgr., SDS     |                                              |
| Němčice nad Hanou              | svaté Máří Magdalény        | farář – P. Ryszard Turko, Mgr.                             | –                                            |
| Nezamyslice na Hané            | svatého Václava             | farář – P. Marek František Glac, Mgr.                      | –                                            |
| Ohrozim                        | svatého Václava             | administrátor excurrendo - P. Šimara Petr, Ing. Mgr.       |                                              |
| Olšany u Prostějova            | sv. Jana Křtitele           | administrátor - P. Leszek Rackowiak, Mgr., SDS             | –                                            |
| Otaslavice                     | svatého Michaela archanděla | administrátor excurrendo – P. Šíra Pavel, Mgr.             |                                              |
| Pavlovice u Kojetína           | svatého Ondřeje             | administrátor excurrendo – P. Ryszard Turko, Mgr.          | –                                            |
| Pivín                          | svatého Jiří                | administrátor excurrendo - P. Andrzej Kaliciak, Mgr., SDS. |                                              |
| Plumlov                        | Nejsvětější Trojice         | administrátor P. Barbořák Pavel, Mgr., SDS                 | –                                            |
| Prostějov – Povýšení sv. Kříže | Povýšení sv. Kříže          | farář - P. Jerzy Walczak, Mgr.                             |                                              |
| Prostějov – sv. Petr a Pavel   | sv. Petra a Pavla           | administrátor - P. Josef Klinkovský, Mgr., SDB             | Archivováno 12. 10. 2015 na Wayback Machine. |
| Prostějov – Vrahovice          | sv. Bartoloměje             | farář - P. Oldřich Macík, Mgr., SDB                        | –                                            |
| Rozstání                       | svatého Michaela archanděla | administrátor excurrendo – P. Šidleja Radomír, Ing. Mgr.   | –                                            |
| Smržice                        | sv. Petra a Pavla           | administrátor excurrendo - P. Oldřich Macík, Mgr., SDB     | –                                            |
| Tištín                         | sv. Petra a Pavla           | administrátor excurrendo – P. Marek František Glac, Mgr.   | –                                            |
| Určice                         | sv. Jana Křtitele           | farář - P. Barbořák Pavel, Mgr., SDS                       |                                              |
| Vícov                          | sv. Floriána                | administrátor excurrendo - P. Šimara Petr, Ing. Mgr.       |                                              |
| Vranovice u Prostějova         | sv. Kunhuty                 | administrátor excurrendo - P. Leszek Rackowiak, Mgr., SDS  |                                              |
| Vrchoslavice                   | sv. Michaela                | administrátor excurrendo – P. Ryszard Turko, Mgr.          | –                                            |
| Vřesovice                      | sv. Petra a Pavla           | administrátor - P. Andrzej Kaliciak, Mgr., SDS             | –                                            |
| Výšovice                       | sv. Vavřince                | administrátor excurrendo- P. Andrzej Kaliciak, Mgr., SDS   | –                                            |
| Želeč u Prostějova             | sv. Bartoloměje             | administrátor excurrendo – P. Šíra Pavel, Mgr.             |                                              |
| Žešov                          | sv. Cyrila a Metoděje       | administrátor - P. Leszek Rackowiak, Mgr., SDS             |                                              |

Podle stránek děkanátu a arcidiecéze  stav k 10.6.2025

## Fotogalerie

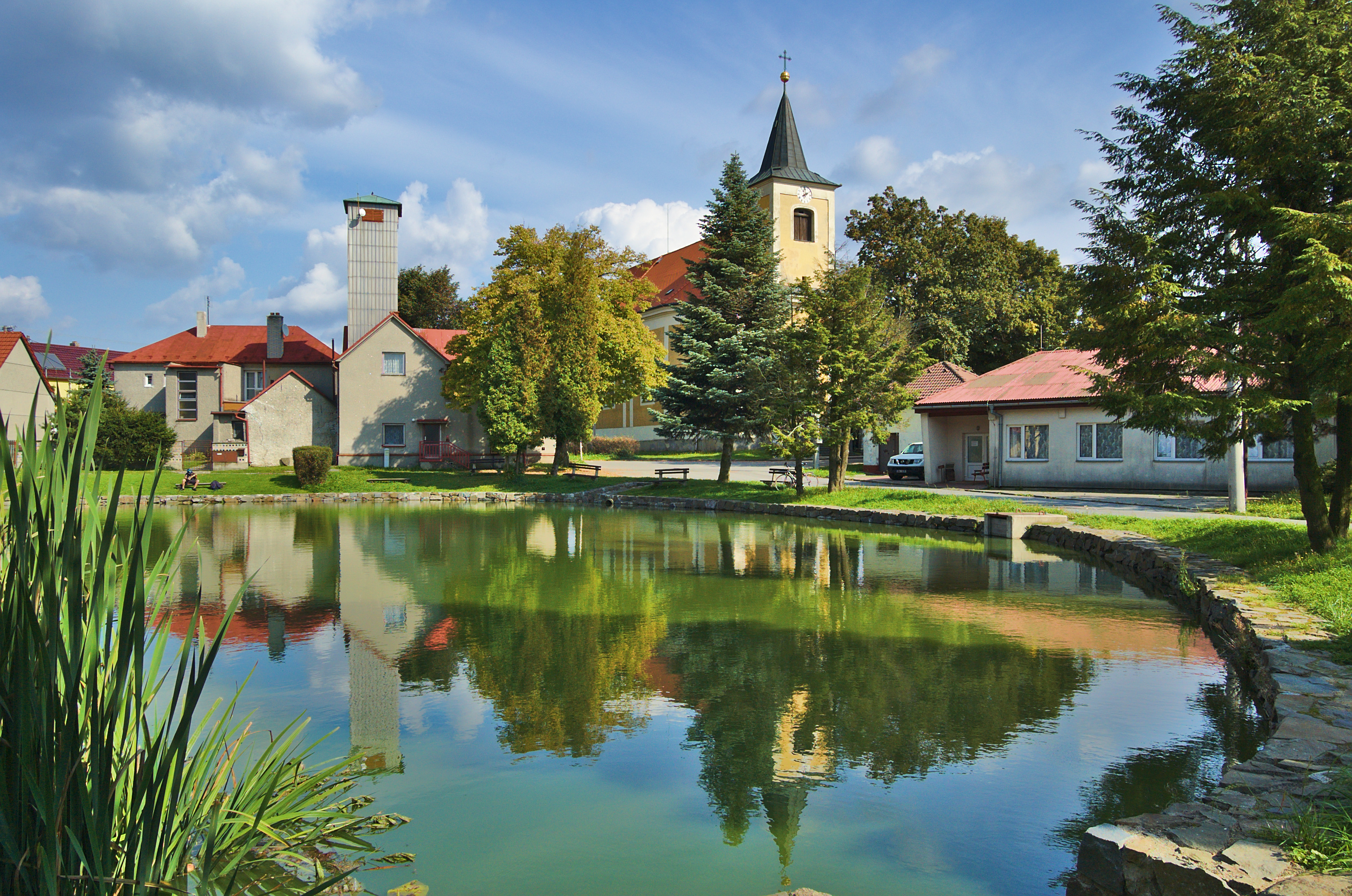
Kostel svatého Jana Křtitele, Drahany
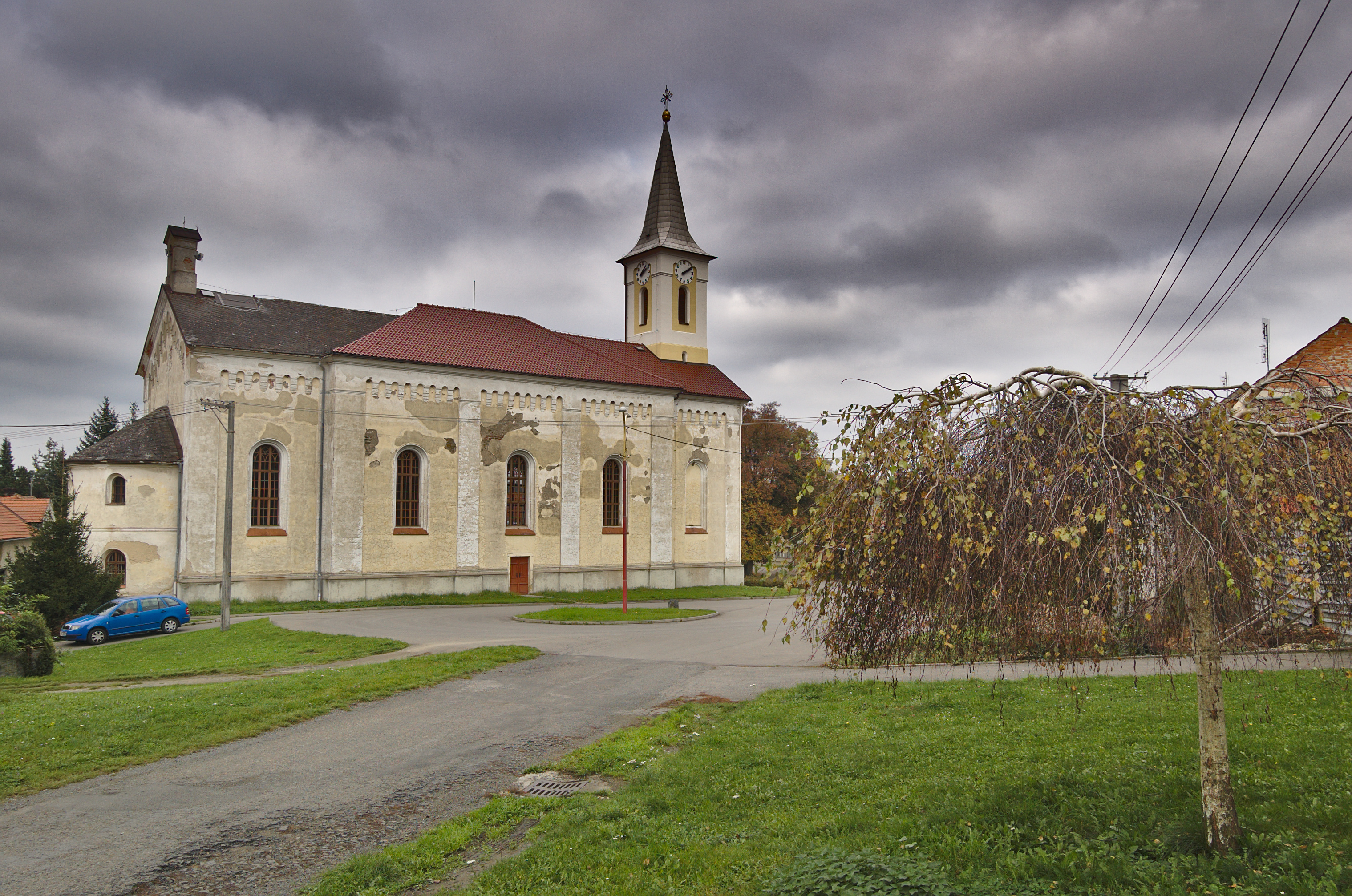
Kostel svatého Bartoloměje, Krumsín
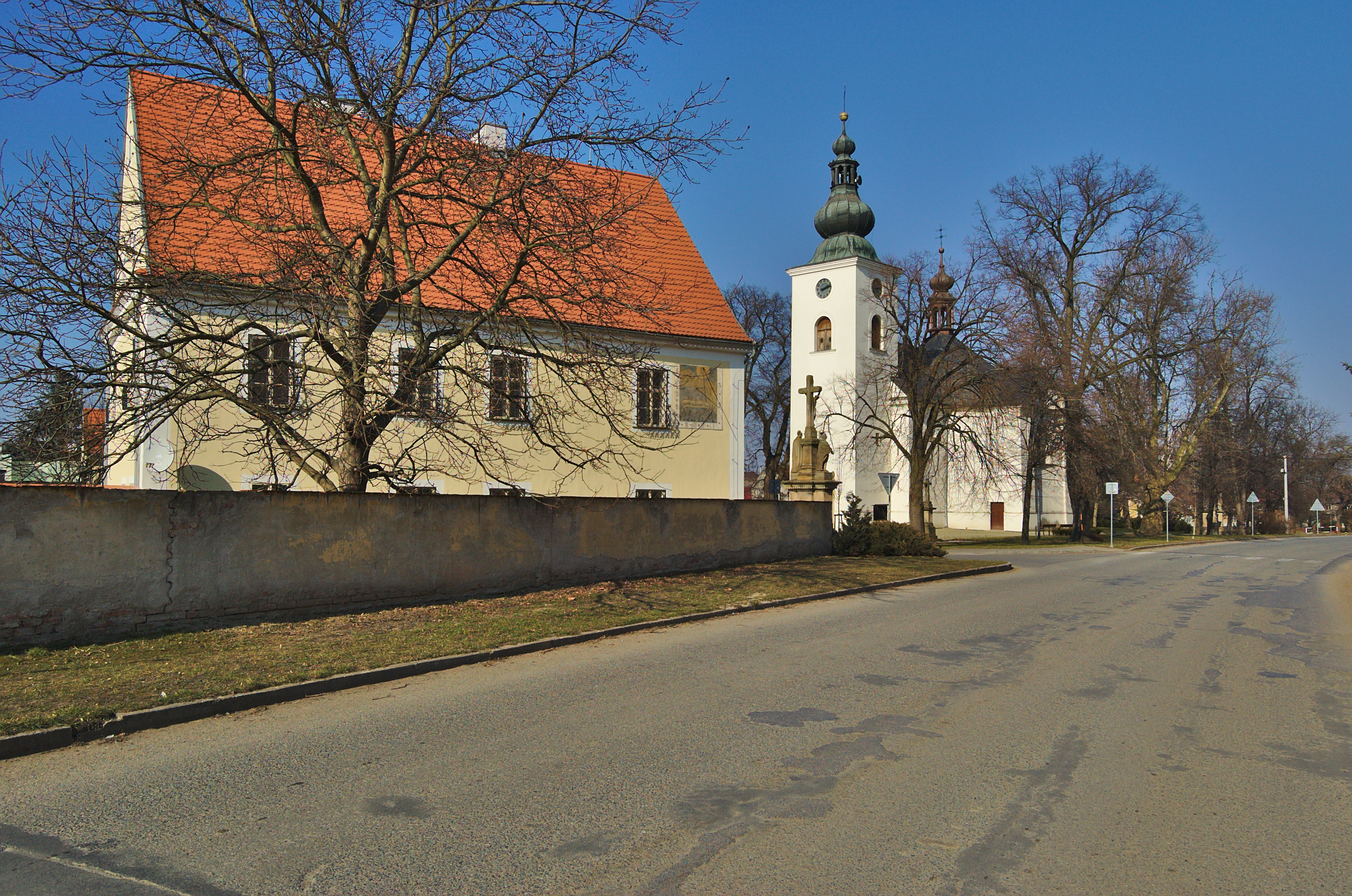
Fara a kostel svatého Jana Křtitele, Olšany
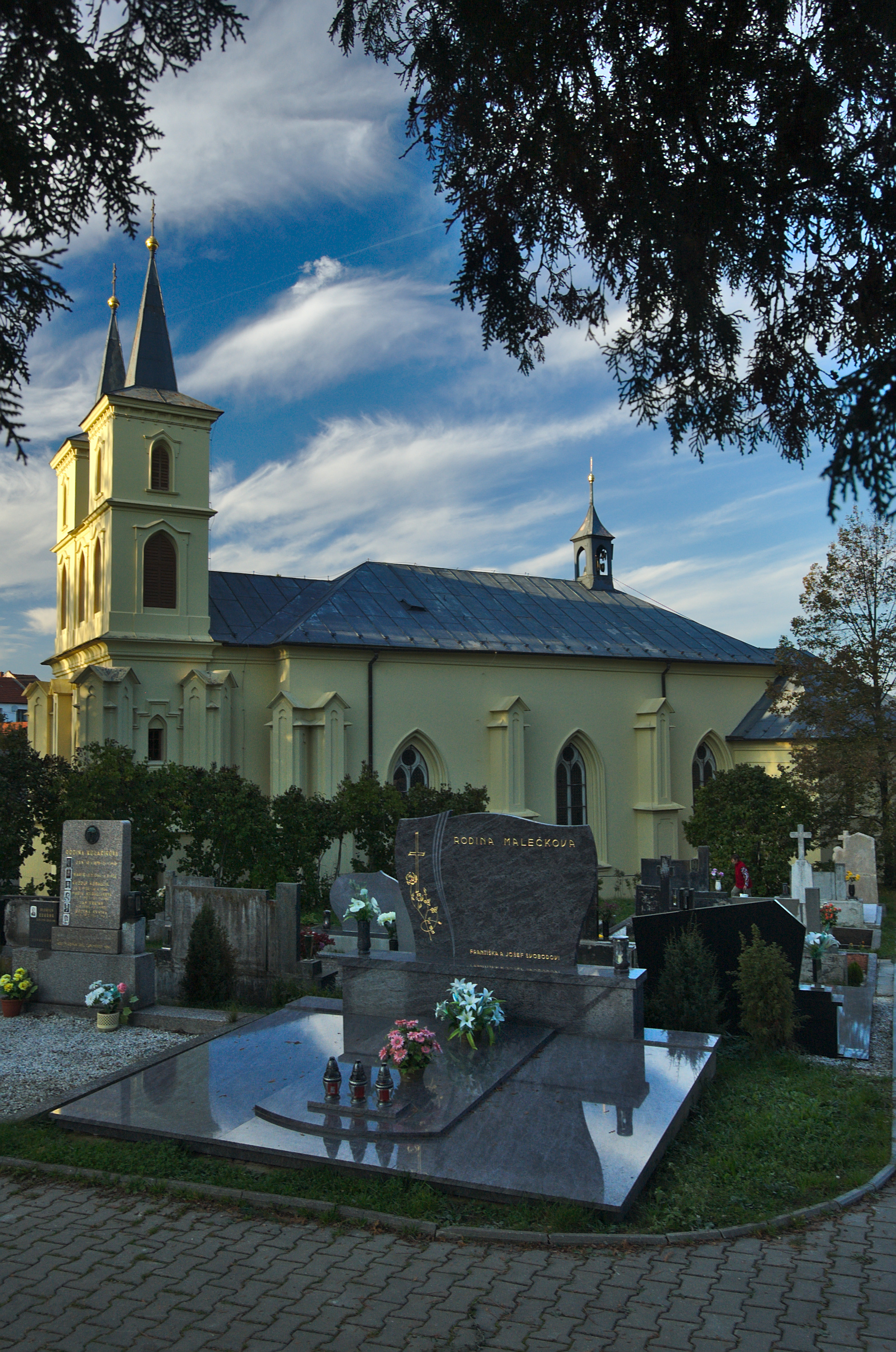
Kostel svatého Michala, Otaslavice
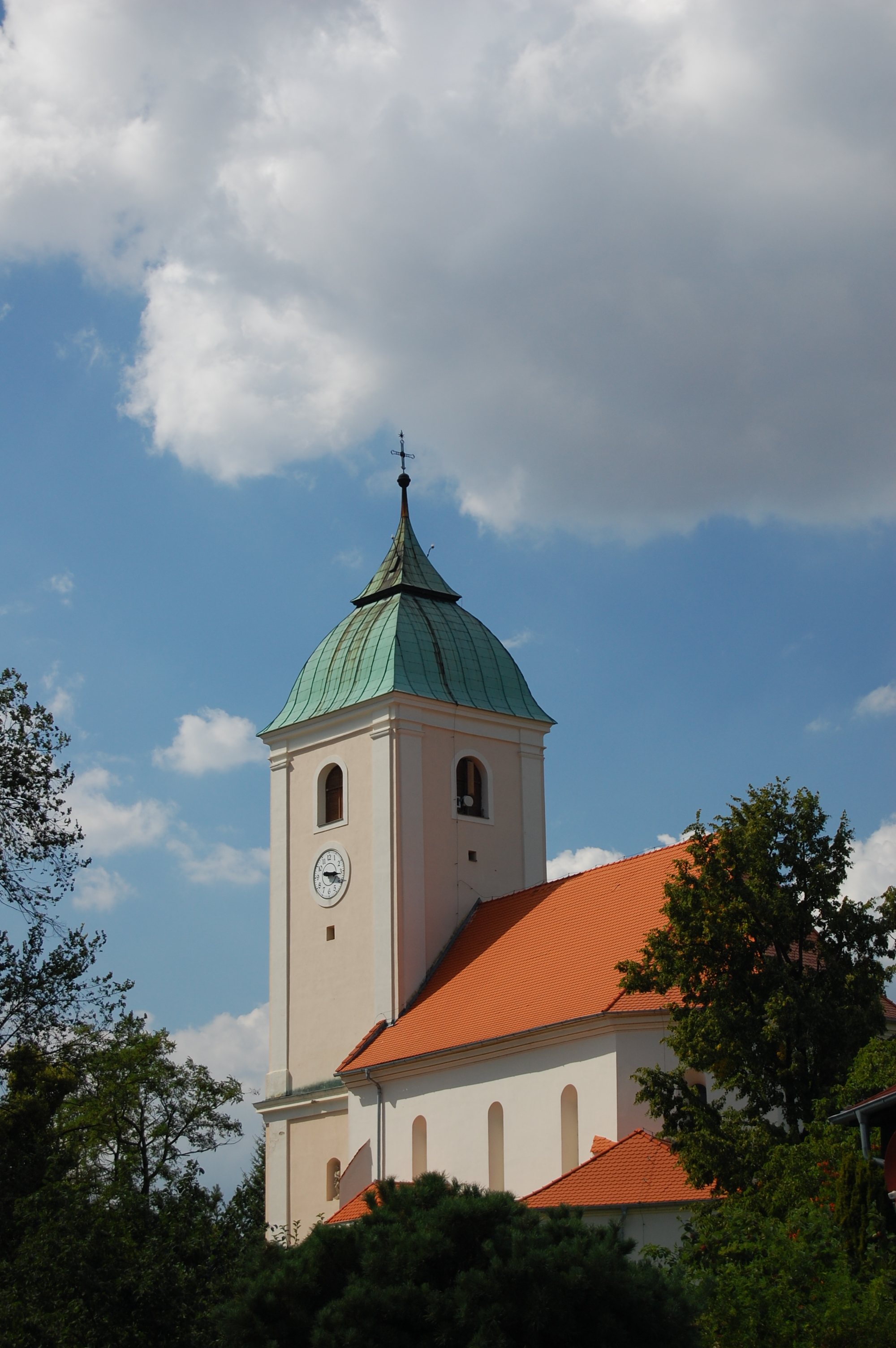
Kostel Nejsvětější Trojice, Plumlov
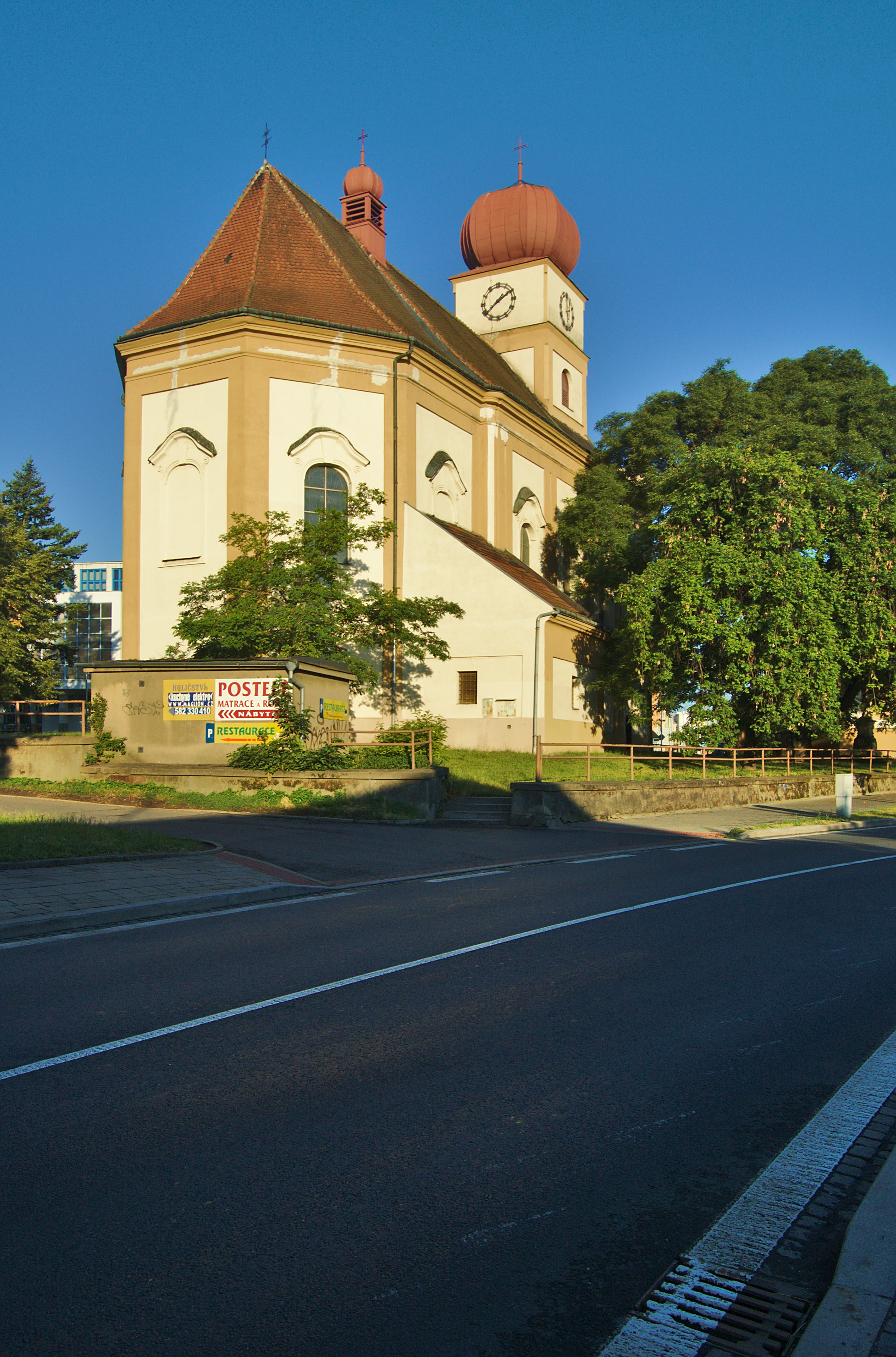
Kostel svatých Petra a Pavla, Prostějov
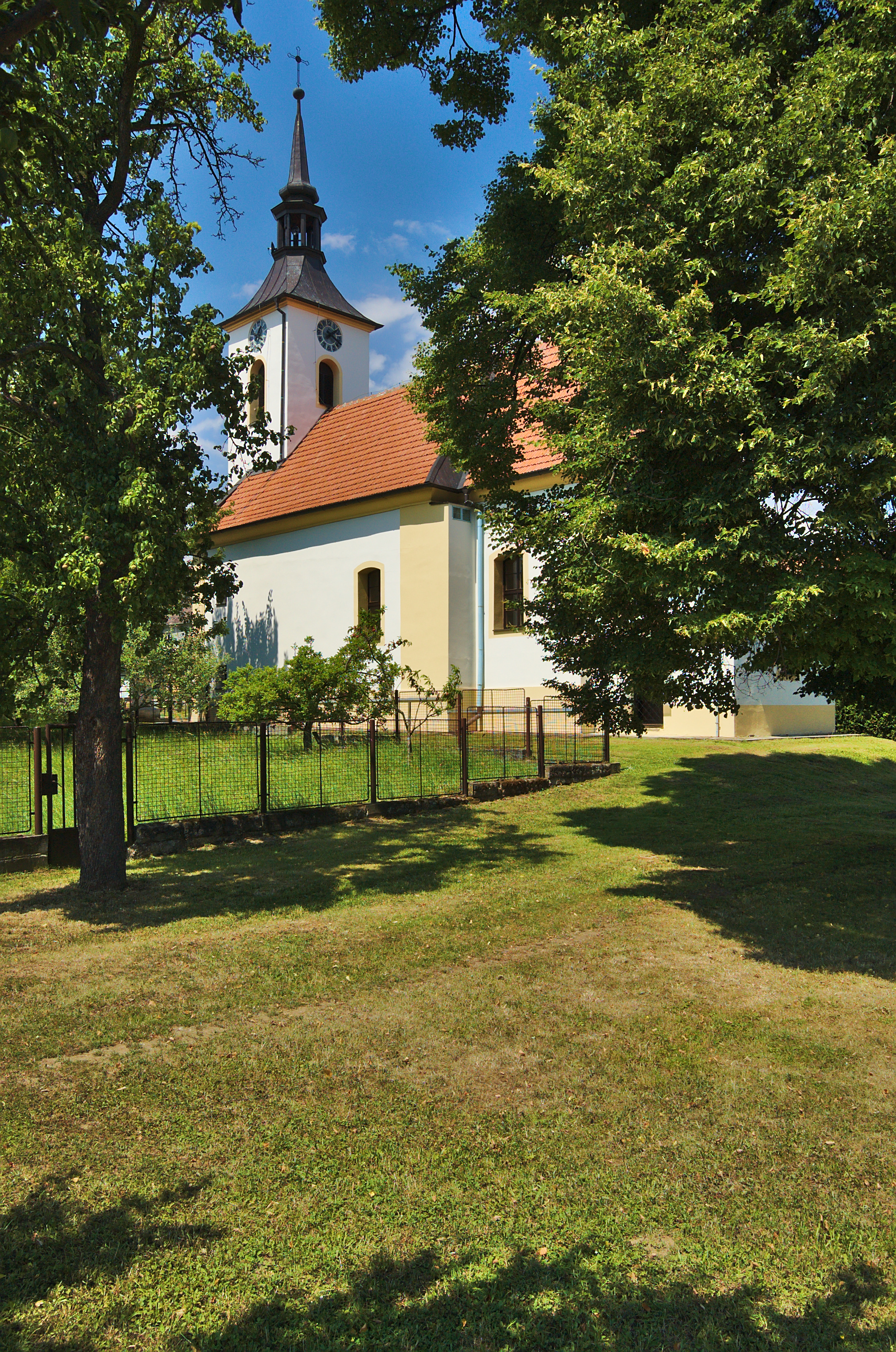
Kostel svatého Floriána, Vícov